# Valea Poienii (okręg Gorj)
Valea Poienii – wieś w Rumunii, w okręgu Gorj, w gminie Samarinești. W 2011 roku liczyła 171 mieszkańców.